# 후지와라 시오리
후지와라 시오리(藤原史織, 1990년 8월 3일 ~ )는 와타나베 엔터테인먼트 소속 연예인이다. 옛 예명은 블루종 치에미(ブルゾンちえみ)이며, '블루종 치에미 with B'로도 활동하였다.